# مصطفى سوماري
مصطفى سوماري (بالفرنسية: Moustapha Soumaré)‏ (1952- ) هو نائب الممثل الخاص للأمم المتحدة في جمهورية جنوب السودان. قبل هذا التعيين في 24 ديسمبر 2014 من قبل الأمين العام للأمم المتحدة بان كي مون، وعمل سوماري كنائب الممثل الخاص للأمم المتحدة في جمهورية الكونغو الديمقراطية.

## نبذة
تخرج سوماري بدرجة الدكتوراه في الحفاظ على التربة والمياه من جامعة بلغراد في يوغوسلافيا. وهو ذو خبرة واسعة في مجال السلام والتنمية والقيادة. ويشغل حاليا منصب نائب الممثل الخاص للأمين العام لبعثة الأمم المتحدة لتحقيق الاستقرار في جمهورية الكونغو الديمقراطية، حيث يشغل أيضا منصب المنسق المقيم للأمم المتحدة، ومنسق الشؤون الإنسانية والممثل المقيم لبرنامج الأمم المتحدة الإنمائي منذ أكتوبر 2012. ومن عام 2009 إلى عام 2012، كان نائب الممثل الخاص لإنعاش وإدارة بعثة الأمم المتحدة في ليبيريا. ومن عام 2007 إلى عام 2009، عمل سوماري نائبًا مساعدًا لمدير برنامج الأمم المتحدة الإنمائي (UNDP) ونائبًا للمدير الإقليمي للمكتب الإقليمي لأفريقيا في مدينة نيويورك. من 2005 إلى عام 2007، كان المنسق المقيم والممثل المقيم لبرنامج الأمم المتحدة الإنمائي في رواندا. من عام 2000 إلى عام 2005، شغل منصبًا مشابهًا في بنين. قبل انضمامه إلى الأمم المتحدة، عمل في وزارة التنمية الريفية وفي إدارة الغابات في باماكو بمالي.